# سسیلیو رومانیا
سِسیلیو فیلیکس رومانیا (اسپانیایی: Cecilio Félix Romaña‎؛ ‏ ۱۸۹۹ – ۱۹۹۷) پزشک اهل آرژانتین بود که بیماری شاگاس و «نشانهٔ رومانیا» را نخستین بار شرح داد که یک اصطلاح پزشکی برای تورم یک طرفه بدون درد دور چشم مرتبط با مرحله حاد بیماری شاگاس است. او مابین سال‌های ۱۹۳۰ تا ۱۹۶۰ در شمال آرژانتین دربارهٔ بیماری‌های گرمسیری پژوهش می‌کرد و توصیف «نشانهٔ رومانیا» در سال ۱۹۳۵ موجب تشخیص زودهنگام بیماری شاگاس در مناطق آندمیک بیماری شد. وی در سال ۱۹۴۲ نخستین مدیر «مؤسسه منطقه‌ای پزشکی» در «دانشگاه ملی شمال شرق» شد.